# مسجد وزير خان
مسجد وزیر خان هو مسجد جامع يقع في لاهور بالباكستان.